# Fakulteta za kriminalistične vede v Sarajevu
Fakulteta za kriminalistične vede (izvirno bosansko Fakultet kriminalističkih nauka u Sarajevu), s sedežem v Sarajevu, je fakulteta, ki je članica Univerze v Sarajevu.